# Donja Tramošnja (Republika Serbska)
Donja Tramošnja (cyr. Доња Трамошња) – wieś w Bośni i Hercegowinie, w Republice Serbskiej, w gminie Oštra Luka. W 2013 roku liczyła 1 mieszkańca.